# Кубрат (община)
Кубрат (болг. Община Кубрат) — община в Болгарии. Входит в состав Разградской области. Население составляет 26 772 человека (на 21.07.05 г.).

## Состав общины
В состав общины входят следующие населённые пункты:
1. Беловец
2. Бисерци
3. Божурово
4. Горичево
5. Задруга
6. Звынарци
7. Каменово
8. Кубрат
9. Медовене
10. Мыдрево
11. Равно
12. Савин
13. Севар
14. Сеслав
15. Тертер
16. Точилари
17. Юпер

1. ↑  НСИ Националният регистър на населените места (болг.)